# 1983年ドイツ連邦議会選挙
1983年ドイツ連邦議会選挙（1983ねん ドイツ れんぽうぎかい せんきょ、ドイツ語: Bundestagswahl 1983）は、ドイツ連邦共和国（当時西ドイツ）の下院に該当する連邦議会（Deutscher Bundestag）の議員を選出するため1983年3月に行われた選挙である。

## 概要
前年の1982年10月1日、当時のヘルムート・シュミット首相（SPD）に対する建設的不信任成立で後任の首相に就任したコール首相は、議会における安定多数を確保し、政治的基盤を固めるために、連邦議会議員の任期を一年前倒しする形で連邦議会を解散したことで行われた選挙である。連邦議会史上初めて成立した「建設的不信任投票」によって、SPD+FDP政権から、CDU／CSU+FDP政権への移行に対する賛否を問う国民投票的性格が強い選挙となった。

## 選挙データ
- 連邦首相：ヘルムート・コール（キリスト教民主同盟）
- 与党：キリスト教民主同盟・社会同盟（CDU／CSU）＋自由民主党（FDP）
- 連邦議会定数：496議席……選挙毎に生じる超過議席のために変動あり（表決権がない西ベルリンの分を除く）
- 選挙制度：小選挙区比例代表併用制（小選挙区制248議席）

全体の議席は第2投票（政党への投票）の得票に応じて各党に比例配分される。ただし、少数政党の乱立を防止する観点から、①全国集計で有効投票5％以上を獲得、②第1投票（選挙区候補者への投票、最多得票を得た候補が当選）で、3名以上の当選を出した。いずれかの要件を満たした政党にのみ配分されるようになっている。尚、選挙区議席が比例配分議席を上回った場合は超過議席となる。

- 有権者数：44,088,935名

## 選挙結果
- 投票日：1983年3月6日
  - 投票者数：39,279,529名（投票率89.1％）
  - 有効投票数：38,940,687票（第2投票）

| 党派                                  | 党派                       | 候補者投票 | 候補者投票 | 政党投票   | 政党投票 | 議席     | 議席       |
| 党派                                  | 党派                       | 得票       | ％         | 得票       | ％       | 全体議席 | （選挙区） |
| ------------------------------------- | -------------------------- | ---------- | ---------- | ---------- | -------- | -------- | ---------- |
| キリスト教 民主・社会同盟 （CDU/CSU） | キリスト教民主同盟 （CDU） | 15,943,460 | 41.0       | 14,857,680 | 38.2     | 191      | 136        |
| キリスト教 民主・社会同盟 （CDU/CSU） | キリスト教社会同盟 （CSU） | 4,318,800  | 11.1       | 4,140,865  | 10.6     | 53       | 44         |
| ドイツ社会民主党 （SPD）              | ドイツ社会民主党 （SPD）   | 15,686,033 | 40.4       | 14,865,807 | 38.2     | 193      | 68         |
| 自由民主党 （FDP）                    | 自由民主党 （FDP）         | 1,087,918  | 2.8        | 2,706,942  | 7.0      | 34       | 0          |
| 緑の党 （GRÜNE）                      | 緑の党 （GRÜNE）           | 1,609,855  | 4.1        | 2,167,431  | 5.6      | 27       | 0          |
| 合計                                  | 合計                       | 合計       | 合計       | 合計       | 合計     | 498      | 248        |

- 出典：Wahl zum 10.Deutschen Bundestag am 06.März 1983
- 超過議席はSPDの2議席

概要部分でも書いたように、建設的不信任投票の成立によって政権交代した事に対する賛否を問う性格が強い選挙となったが、CDU／CSU＋FDPの連立政権与党が勝利を収めることができた。また、この選挙で特徴付けられることとして、環境政党である「緑の党」が2回目の挑戦で5％条項を突破し、初めて連邦議会における議席を獲得したことで、1961年以降続いてきたCDU／CSUとSPD及びFDPによる「3党制」に終止符が打たれたことが挙げられる（前回1980年の選挙では1.5％）。